# 池成媛
池成媛（韓語：지성원，1980年8月20日—），韓國女演員。代表作《金福南杀人事件始末》、《不良情侣》。

## 演出作品

### 電視劇
- 2005年：MBC《辛旽》飾演 禧妃尹氏
- 2006年：SBS《雪花》
- 2006年：SBS《淵蓋蘇文》飾演 尉遲女
- 2007年：MBC《李祘》飾演 元嬪洪氏
- 2007年：SBS《不良情侶》
- 2009年：SBS《自鳴鼓》
- 2014年：MBC《我人生的春天》
- 2015年：KBS2 TV小說《變星閃耀（朝鲜语：별이 되어 빛나리）》飾演 朴美順
- 2021年: KBS2《Okay！光姐妹》飾演 高佑貞

### 電影
- 2010年：《和聲》
- 2010年：《金福南殺人事件始末（朝鲜语：김복남 살인 사건의 전말）》飾 海媛
- 2013年：《長滿杜鵑花（진달래지다）》飾演 奶奶/女人
- 2014年：《美國朋友（朝鲜语：미국인 친구）》飾演 智允
- 2014年：《我姐姐（朝鲜语：울언니）》飾演 吳珍瑞
- 2015年：《純真時代（朝鲜语：순수의 시대 (2015년 영화)）》飾演 梅香
- 2016年：《父親（朝鲜语：애비 (영화)）》
- 2016年：《我们恋爱的履歷（朝鲜语：우리 연애의 이력）》飾演 柳敏珠
- 2018年：《树林里的夫妻（朝鲜语：숲속의 부부）》飾演 成民的妻子
- 2019年：《接战：甲乙战争（朝鲜语：접전: 갑을 전쟁）》飾演 昌洙的妻子
- 2020年：《噩夢（악몽）》飾演 智妍

## 外部連結
- 池成媛的Instagram帳戶